# Hurricane No. 1
Hurricane #1 fue una banda de rock británica formada en Oxford, Inglaterra por el exguitarrista de Ride Andy Bell, a quien lo acompañaban el cantante y guitarrista escocés Alex Lowe, el baterista Gareth Farmer y el bajista Will Pepper.

## Historia

### Formación
Luego de que Mark Gardener dejara Ride, Andy Bell ofreció algunos shows en solitario para promover el nuevo disco Tarantula. Por ese entonces un joven fan de la banda Gareth Farmer, con tan solo 18 años ofreció sus servicios como baterista para formar una nueva banda. Andy que para ese entonces tenía escritas unas cuantas canciones, le envió un demo al presidente del ya extinto sello Creation Records, Alan McGee. La recepción fue positiva pero con la condición de que Bell consiguiera un cantante, razón por la cual este puso un aviso en la revista Melody Maker. Luego de unas audiciones sobresalió Alex Lowe, un boxeador escocés de 30 años. En las mismas audiciones se encontraba un bajista de estudio, Will Pepper, de la banda Three Hypnotics, quien cayo muy bien y terminó quedando en la banda.

### Hurricane #1, el primer disco
El primer disco de la banda "Hurricane #1" fue lanzado a la venta El 19 de septiembre de 1997, llegando al puesto n.º 11 del UK Albums Chart y al n.º 10 en Japón. Del disco se desprendieron los singles "Step Into My World "(n.º 29 UK singles chart) el cual fue usado en una campaña de Volkswagen, "Just Another Illusion" y "Chain Reaction". El álbum sorprendió al público debido al cambio de sonido con respecto al tipo de música que venía haciendo Bell con Ride, se caracterizó por un sonido melódico, combinando ritmos y armonías de Noise pop.

### Only the Strongest Will Survive
Luego de casi 2 años del lanzamiento su primer disco, habiendo lanzado dos EP en este lapso, la banda saca su segundo trabajo "Only the Strongest Will Survive" el 19 de abril de 1999, el cual llegaría a la posición 55 del UK album charts y n.º 20 en Japón. Luego del lanzamiento del disco Andy sería llamado por Oasis para reemplazar a Paul McGuigan en el bajo, razón por la cual la banda se separaría. En 2004 lanzarían un álbum compilatorio llamado "Step Into My World (Anthology)".
Por su parte el vocalista de la banda siguió una carrera en solitario, lanzando así 3 discos. En 2007 Lowe anunció un proyecto musical llamado Garage Flowers. Un sencillo promocional,"Where To Begin" fue lanzado a la venta vía iTunes. El lanzamiento del disco está planeado para enero de 2010.

## Discografía

### Álbumes
- Hurricane No. 1 (album) 1997 - UK #11, JP #10
- Only the Strongest Will Survive 1999 - UK #55, JP #20

### EP
- Step Into My World EP 1997
- Step Into My World (mixes) 1997

### Compilaciones
- Step Into My World (Anthology) 2004